# Héliange royal
Heliangelus regalis
Espèce
Répartition géographique
Statut de conservation UICN

 NT B1ab(i,ii,iii,v) : Quasi menacé
Statut CITES
L' héliange royale ou héliange royal (Heliangelus regalis) est une espèce de colibris de la sous-famille des Lesbiinae et de la tribu des Lesbiini.

## Distribution
L'Héliange royal est présent à la frontière du Pérou et de l'Équateur.

## Liste des sous-espèces
Selon la classification de référence du Congrès ornithologique international (version 11.1, 2021) :
- Heliangelus regalis johnsoni Graves, GR, Lane, O'Neill & Valqui, 2011 — Cordillère Azul ;
- Heliangelus regalis regalis Fitzpatrick, Willard & Terborgh, 1979 — .